# 戀愛卡住了
《戀愛卡住了》（日语： Koi Tunjatta）是日本女子偶像團體AKB48的第64張單曲，於2024年7月17日由日本環球音樂發行。本作的中央位置由佐藤綺星擔任

。

## 簡介
本作選拔成員人數與前作比增加2名，從16人變為18人，德永羚海、正鑄真優初次進入選抜。橋本惠理子、山崎空自第62張單曲《如果不是偶像的話》以來相隔2作回歸選拔。
前作的選拔成員中，除了在2024年4月30日畢業的柏木由紀外，平田侑希未進入選拔。

## 封面寫真
| 初回限定盤 Type A | 「戀愛卡住了」選拔成員18人                                                                                     |
| 初回限定盤 Type B | 秋山由奈・佐藤綺星・徳永羚海・水島美結・八木愛月                                                               |
| 初回限定盤 Type C | 向井地美音・村山彩希・小栗有以・佐藤綺星・山內瑞葵・千葉恵里・大盛真歩                                         |
| 通常盤            | 倉野尾成美・下尾美羽・佐藤綺星・千葉恵里・大盛真步・長友彩海・田口愛佳・小栗有以・山內瑞葵・秋山由奈・八木愛月 |
| Official Shop盤   | 佐藤綺星 |

## 選拔成員

### 戀愛卡住了
（中心成員：佐藤綺星）
- 正規成員：大盛真步、小栗有以、倉野尾成美、佐藤綺星、下尾美羽、田口愛佳、千葉惠里、德永羚海、長友彩海、橋本惠理子、正鑄真優、水島美結、向井地美音、村山彩希、山內瑞葵、山﨑空
- 研究生：秋山由奈、八木愛月

### 抱歉夢見你
「AKB48 U-21選拔」名義
（中心成員：新井彩永、鈴木久留美）
- 正規成員：太田有紀、小濱心音、坂川陽香、鈴木久留美、畠山希美、平田侑希、布袋百椛
- 研究生：新井彩永、伊藤百花、奧本カイリ、川村結衣、工藤華純、久保姫菜乃、迫由芽実、白鳥沙憐、成田香姫奈、花田藍衣、山口結愛

### 立刻擊中我
「星靈感應選拔」名義
（中心成員：伊藤百花、佐藤綺星）
- 正規成員：大盛真步、倉野尾成美、佐藤綺星、高橋彩音、田口愛佳、橋本惠理子、橋本陽菜、平田侑希、布袋百椛、水島美結、山內瑞葵、山﨑空
- 研究生：秋山由奈、伊藤百花、工藤華純、八木愛月

### 擦肩而過的瞬間
「AKB48 17期生」名義
（中心成員：山崎空）
- 研究生：太田有紀、小濱心音、佐藤綺星、橋本惠理子、畠山希美、平田侑希、布袋百椛、正鑄真優、水島美結、山崎空

### 你和我的北極星
「AKB48 18、19期研究生」名義
（中心成員：八木愛月）
- 研究生：秋山由奈、新井彩永、伊藤百花、奧本カイリ、川村結衣、工藤華純、久保姫菜乃、迫由芽実、白鳥沙憐、成田香姫奈、花田藍衣、八木愛月、山口結愛

### 考慮
「Universe Girls」名義
（中心成員：武藤小麟）
- 正規成員：岩立沙穗、込山榛香、永野芹佳、福岡聖菜、武藤小麟

## 註腳